# Тижукас
Тижукас (порт. Tijucas)  —  муниципалитет в Бразилии, входит в штат Санта-Катарина. Составная часть мезорегиона Гранди-Флорианополис. Входит в экономико-статистический  микрорегион Тижукас. Население составляет 26 344 человека на 2006 год. Занимает площадь 276,622 км². Плотность населения — 95,2 чел./км².
Праздник города —  13 июня.

## История
Город основан в 1853 году.

## Статистика
- Валовой внутренний продукт на 2003 составляет 295.297.216,00 реалов (данные: Бразильский институт географии и статистики).
- Валовой внутренний продукт на душу населения на 2003 составляет 11.793,49 реалов (данные: Бразильский институт географии и статистики).
- Индекс развития человеческого потенциала на 2000 составляет 0,835 (данные: Программа развития ООН).

## География
Климат местности: субтропический.